# Simona Cavallari
Simona Cavallari (née à Rome le 5 avril 1971) est une actrice italienne.

## Biographie
Simona Cavallari fait ses débuts d'actrice en 1982, à l'âge de onze ans, dans le téléfilm Colomba . En 1985, elle tient un rôle dans The Pizza Connection, réalisé par Damiano Damiani. Elle a joué dans la série télévisée  La piovra et Il Capo dei Capi , diffusée en six parties sur Canale 5 en 2007.
En 2009, Simona Cavallari a joué le rôle de Claudia Mares dans la mini-série de Canale 5 Squadra antimafia - Palermo oggi poursuivant  en 2010 et 2011 dans les suites Squadra antimafia - Palermo oggi 2, Squadra antimafia - Palermo oggi 3 et Squadra antimafia - Palermo oggi 4.

## Filmographie

### Cinéma
- 1985 : Pizza Connection de Damiano Damiani
- 1986 : La sposa era bellissima de Pál Gábor
- 1987 : Il mistero del panino assassino de Giancarlo Soldi
- 1989 : Lo zio indegno de Franco Brusati
- 1991 : 18 anni tra una settimana de Luigi Perelli
- 1993 : Copenaghen fox-trot de Antonio Domenici
- 1994 :
  - Le Rêve du papillon (titre original en italien Il sogno della farfalla)  de Marco Bellocchio
  - Catene de Antonio Antonelli, épisode du film De Generazione
- 1997 : Il figlio di Bakunin de Gianfranco Cabiddu
- 1999 :
  - Prima del tramonto de Stefano Incerti
  - Amor nello specchio de Salvatore Maira
- 2013 : Roma Criminale de Gianluca Petrazzi
- 2021 : Lupo Bianco de Tony Gangitano

### Séries télévisées
- 1986 : Mino
- 1991 : The Kaltenbach Papers (de)
- 1993 : Charlemagne, le prince à cheval
- 1995 : Il prezzo della vita
- 1996 : Donna
- 2007 : Le Capo dei Capi
- 2009/2012 : Squadra antimafia - Palerme oggi
- 2014 : Le mani dentro la città (it)
- 2021 : Histoire d'une famille pour tous